# Punana puertoricensis
Punana puertoricensis är en insektsart som först beskrevs av Frederick Arthur Godfrey Muir 1918.  Punana puertoricensis ingår i släktet Punana och familjen sporrstritar. Inga underarter finns listade i Catalogue of Life.